# La città della paura
La città della paura (Station West) è un film del 1948 diretto da Sidney Lanfield.
È un western statunitense ambientato nel 1881 con Dick Powell, Jane Greer e Agnes Moorehead. È basato sul romanzo del 1947 Station West di Luke Short.

## Trama
Un agente governativo in incognito indaga sulla morte di due soldati di scorta ad un carico d'oro recandosi nella cittadina vicina alla miniera. Dovrà nascondere il sentimento che prova per la cantante del saloon per riuscire a risolvere il caso, fino alla fine.

## Produzione
Il film, diretto da Sidney Lanfield su una sceneggiatura di Frank Fenton e Winston Miller e un soggetto di Luke Short, fu prodotto da Robert Sparks per la RKO Radio Pictures e girato a Sedona, Arizona, dal 28 luglio a metà ottobre 1947.

## Distribuzione
Il film fu distribuito con il titolo Station West negli Stati Uniti nell'ottobre 1948 al cinema dalla RKO Radio Pictures.
Altre distribuzioni:
- in Francia il 22 giugno 1949 (La cité de la peur)
- in Portogallo il 17 luglio 1949 (Homens de Aço)
- in Svezia il 24 ottobre 1949 (Främlingen från Kansas)
- in Danimarca il 13 gennaio 1950 (Skrækkens by)
- in Germania Ovest il 26 settembre 1950 (Gangster der Prärie)
- in Austria il 15 dicembre 1950 (Station West)
- in Finlandia il 24 agosto 2007 (in TV) (Främlingen från Kansas) (Läntinen linnake)
- in Brasile (No Coração do Oeste)
- in Spagna (Destacamento Oeste)
- in Spagna (Fort Oest)
- in Grecia (I seirina tou kakou)
- in Italia (La città della paura)
- nei Paesi Bassi (De wet van de kogel)

## Critica
Secondo il Morandini il film è un "gustoso western d'avventura con tutti gli ingredienti giusti".

## Promozione
Le tagline sono:
- A STRANGER IN TOWN... WHERE STRANGERS WEREN'T WELCOME!... and he found out a gal double-crossed is Deadly as Poison!
- From the SATURDAY EVENING POST'S exciting serial!
- She Was Sweet... and DEADLY AS POISON!
- ... but he had to find out the heart way!